# Héctor Fix Zamudio
Héctor Fix-Zamudio (Ciudad de México, 4 de septiembre de 1924 - 27 de enero de 2021) fue un jurista, abogado y escritor mexicano, autor de obras de derecho en las áreas de derecho constitucional, derecho procesal constitucional y derechos humanos.  Ocupó cargos tales como auxiliar y secretario de estudio y cuenta en la Segunda Sala de la Suprema Corte de Justicia de la Nación, investigador y director del Instituto de Derecho Comparado de México, director del Instituto de Investigaciones Jurídicas de la Universidad Nacional Autónoma de México, miembro del Consejo Consultivo de Ciencias de la Presidencia de la República, profesor e investigador de la Facultad de Derecho de la UNAM, entre otros.

## Estudios
Cursó sus estudios de licenciatura y de doctorado en la Facultad de Derecho de la UNAM. En su examen profesional, el jurado le otorgó mención honorífica (1956); en su examen de doctorado se le confirió la mención Magna Cum Laude (1972). Entre los maestros de Héctor Fix Zamudio podemos mencionar a José Castillo Larrañaga, Eduardo García Máynez, Antonio Martínez Báez, Alfonso Noriega y Vicente Peniche López, todos ellos juristas que influyeron en la formación del futuro investigador. Pero quien mayor influencia tuvo en su formación fue, sin duda, Niceto Alcalá-Zamora y Castillo, el gran procesalista español transterrado a México, en el que vivió durante más de 30 años, dedicado plenamente a la enseñanza y a la investigación. Fix Zamudio conoció a Alcalá-Zamora primero como autor, a través de una de sus obras clásicas: Proceso, autocomposición y autodefensa. Posteriormente Fix Zamudio fue alumno de Alcalá-Zamora en el doctorado y su amigo y colega en el Instituto de Derecho Comparado y en el Instituto de Investigaciones Jurídicas de la UNAM, como se denominó al primero a partir de 1967. Cuando todavía cursaba sus estudios de licenciatura, en 1945, Fix Zamudio ingresó al Poder Judicial de la Federación, donde prestó sus servicios durante 19 años. Empezó como auxiliar en la Segunda Sala de la Suprema Corte de Justicia de la Nación; después de diversos ascensos, llegó a ser secretario de estudio y cuenta del pleno de dicho tribunal, lo que ejercería una gran influencia en su posterior obra académica, que se refleja tanto en los temas de sus investigaciones (la protección procesal de los derechos humanos, el juicio de amparo, el propio Poder Judicial de la Federación, etcétera), como en la solidez de sus reflexiones y el sentido práctico de sus propuestas de reforma a las instituciones jurídicas.

## Labor como investigador
Desde 1957 Fix Zamudio inició su colaboración en el Instituto de Derecho Comparado, como investigador a contrato. En 1964 renunció al puesto que tenía en la Suprema Corte de Justicia, para dedicarse de tiempo completo a la investigación. Años después volvería a rechazar otras invitaciones, como ser designado Ministro de la Suprema Corte de Justicia; Secretario General del CONACYT, Abogado General, Coordinador de Humanidades de la UNAM, entre otras. En 1966 Fix Zamudio fue designado director del Instituto de Derecho Comparado, para un período de 6 años; en 1972 fue ratificado como director del ya entonces Instituto de Investigaciones Jurídicas, cargo que desempeñó hasta la terminación del segundo período, en octubre de 1978. En esos 12 años, el Instituto elevó su prestigio y su reconocimiento internacionales, por la seriedad y el alto nivel académico de sus publicaciones y eventos; por la calidad y la autoridad intelectual y moral de los investigadores que lo integraban y, sobre todo, del investigador que lo dirigía. Durante ese período, continuó su labor de investigador y también la de profesor, iniciada en la Facultad de Derecho de la UNAM desde 1964. El 8 de mayo de 1987, por acuerdo Consejo Universitario de la UNAM fue reconocido como investigador emérito del Instituto de Investigaciones Jurídicas de la misma casa de estudios.

## Condecoraciones, premios y nombramientos honoríficos
- Premio de Investigación de la Academia Mexicana de Ciencias (1963).[4]
- Miembro de El Colegio Nacional (1974).[2]
- Profesor honorario de la Universidad Nacional Mayor de San Marcos de Lima, Perú (1982).
- Premio Nacional de Historia, Ciencias Sociales y Filosofía (1982).[5]
- Doctor honoris causa por la Universidad de Sevilla, España (1984).
- Homenaje en sus 30 años como investigador de las ciencias jurídicas.
- Profesor honorario de la Universidad Externado de Colombia (1986).
- Premio otorgado por la Unesco por su labor en la enseñanza de los derechos humanos (1986).
- Investigador Emérito del Instituto de Investigación Jurídicas (1987).
- Premio Universidad Nacional en Investigación en Ciencias Sociales (1991).
- Premio Nacional de Jurisprudencia (1994).
- Investigador Nacional Emérito del Sistema Nacional de Investigadores (1996).
- Premio Juchimán de Plata en Derechos Humanos y la Paz (1997).
- Miembro correspondiente de la Academia Mexicana de la Lengua, 10 de septiembre de 1998.
- Medalla Belisario Domínguez (2002).[6]
- Doctor honoris causa por la Universidad Complutense de Madrid (2003).
- Premio Internacional Justicia en el Mundo, conferido por la Unión Internacional de Magistrados (2004).
- Doctor honoris causa por la Universidad de Castilla-La Mancha (2011).
- Premio Nacional de Derechos Humanos por la CNDH (2018).[7]

## Publicaciones
- El juicio de amparo (1964)
- Veinticinco años de evolución de la justicia constitucional 1940-1965 (1968)
- Constitución y proceso civil en Latinoamérica (1974)
- Los tribunales constitucionales y los derechos humanos (1980)
- Ensayos sobre metodología, docencia e investigación jurídica (1981)
- La protección procesal de los derechos humanos ante las jurisdicciones nacionales (1982)
- Introducción a la justicia administrativa en el ordenamiento mexicano (1983)
- Latinoamérica; Constitución, proceso y derechos humanos (1988)
- Ensayos sobre el derecho de amparo (1993)
- Justicia constitucional, Ombudsman y derechos humanos (1993)
- El poder judicial en el ordenamiento mexicano (en coautoría con José Ramón Cossío Díaz-1996)
- Derecho constitucional mexicano y comparado (en coautoría con Salvador Valencia Carmona-1999)
- El derecho de amparo en el mundo (en coordinación con Eduardo Ferrer Mac-Gregor Poisot-2006)
- Estatuto jurídico del juez constitucional. Libro en homenaje al doctor Jorge Carpizo MacGregor. IIJ-UNAM. 2012.[8]